# Гуркович, Владимир Николаевич
Владимир Николаевич Гуркович (2 января 1945, Куйбышев — 9 марта 2021, Симферополь) — советский, украинский и российский историк, краевед и общественный активист, посвятивший свою деятельность охране памятников материального культуры и исторического наследия на территории Крыма. Лауреат Государственной премии Республики Крым (1997), заслуженный работник культуры Автономной Республики Крым (2005).

## Биография
Родился 2 января 1945 года в городе Куйбышеве в семье генерал-майора инженерно-авиационной службы Николая Артёмовича Гурковича (1901—1974). В 1949 году семья переехала в Симферополь, где находился штаб Таврического военного округа, в котором его отец служил главным инженером ВВС. В 1963 году Владимир окончил Симферопольскую среднюю школу № 14, в 1967 году исторический факультет Крымского педагогического института имени М. В. Фрунзе.
Работал инструктором пешеходного туризма, преподавателем истории и обществоведения, научным сотрудником Бахчисарайском историко-культурном заповеднике, Крымском краеведческом музее, Крымских мастерских института «Укрпроектреставрация» при Симферопольском государственном университете имени М. В. Фрунзе. В последние годы работал старшим научным сотрудником в КРУ «Научно-исследовательский центр памятникоохранных исследований Республики Крым» при Республиканском комитете по охране культурного наследия.
Большую часть жизни посвятил изучению, защите, восстановлению и популяризации памятников истории и культуры Крыма. В начале 1980-х годов В. Н. Гуркович был одним из первых энтузиастов в деле возрождения разрушеных и забытых памятников эпохи Крымской войны 1853—1856 годов (Братское кладбище в Симферополе, кладбище на поле боя Альминского сражения, памятник русским воинам в Евпатории, Французское военное кладбище в Севастополе, Екатерининские мили и другие). В 1994 году выступил с идеей проведения республиканского Дня памяти воинов, павших в Крымской войне. Автор книг и многих научных и научно-популярных журнальных и газетных публикаций об историко-культурных и военно-исторических памятниках Тавриды от Екатерининской эпохи до наших дней.
В последние несколько лет В. Н. Гуркович тяжело болел, ухудшилось зрение, но он продолжал общественную деятельность. Скончался 9 марта 2021 в Симферополе.

## Награды
Лауреат Государственной премии Республики Крым (1997), премии имени Александра Бертье-Делагарда Крымского республиканского фонда культуры (2000), заслуженный работник культуры Автономной Республики Крым (2005).
Лауреат Международного открытого рейтинга популярности «Золотая Фортуна» (2001), награждён памятным знаком «70 лет партизанскому движению в Крыму», памятной медалью «Юбилей Всенародного Подвига. 1613—2013» (от имени главы Российского императорского дома великой княгини Марии Владимировны), медалью КПРФ «За оборону Крыма».